# Палладий (Антониу)
Митрополи́т Палла́дий (греч. Μητροπολίτης Παλλάδιος, в миру Васи́лиос Антони́у, греч. Βασίλειος Αντωνίου; 1935, Амальяс — 3 августа 2010, Монастырь Герасима Иорданского, Западный берег реки Иордан) — епископ Иерусалимской православной церкви, митрополит Птолемаидский (1998—2010).

## Биография
В 1955 году прибыл в Иерусалим, где стал обучаться в Иерусалимской патриаршей школе.
В 1957 году принял монашеский постриг и 14 марта 1957 года был рукоположён во иеродиакона. Впоследствии поступил в Богословскую школу на острове Халки, которую окончил в 1964 году. 10 августа 1964 году был рукоположён во иеромонаха, в 1965 году — возведён в сан архимандрита. В 1968 году направлен в Англию на стажировку и изучение английского языка.
В 1972 году вошёл в состав Священного Синода Иерусалимской Православной Церкви. Нёс послушание секретаря Патриаршей канцелярии, входил в состав комиссии по вопросам православных школ в Иерусалиме.
23 мая 1975 года был назначен Экзархом (представителем) Гроба Господнего в Греции.
8 ноября 1976 года рукоположён в сан епископа с возведением в сан архиепископа Иорданского. Возглавил Церковный суд Иерусалимской Патриархии, 28 апреля 1981 года — назначен Патриаршим эпитропом в Вифлееме, в 1983 году — возглавил Церковный апелляционный суд, в 1985 году — вошёл в состав Ревизионной комиссии.
11 ноября 1991 года был возведён в сан митрополита. В 1998 году был переведён на Птолемаидскую кафедру.
Последние годы жизни привёл в Дейр-Хаджла, в монастыре преподобного Герасима Иорданского, где скончался 3 августа 2010 года.
4 августа 2010 года состоялось отпевание в храме святых равноапостольных Константина и Елены в Иерусалиме которое возглавил патриарх Иерусалимский и всей Палестины Феофил III в сослужении иерархов и клириков Иерусалимской православной церкви и в присутствии генерального консула Греции в Иерусалиме. Погребён в монастыре преподобного Герасима Иорданского близ Иерихона.